# Crypt of the NecroDancer
Crypt of the NecroDancer è un videogioco indipendente sviluppato da Brace Yourself Games e pubblicato nel 2015 da Klei Entertainment per Microsoft Windows, macOS e Linux e in seguito per PlayStation 4, PlayStation Vita, iOS, Xbox One e Nintendo Switch.
Nel 2019 viene annunciata una versione di Crypt of the NecroDancer per Nintendo Switch, dal titolo Cadence of Hyrule, ambientato nell'universo di The Legend of Zelda.

## Modalità di gioco
Crypt of the NecroDancer è un roguelike con elementi di videogioco musicale.